# Pinjalo pinjalo
Pinjalo pinjalo is een straalvinnige vis uit de familie van snappers (Lutjanidae) en behoort derhalve tot de orde van baarsachtigen (Perciformes). De vis kan een lengte bereiken van 80 cm. 

## Leefomgeving
Pinjalo pinjalo is een zoutwatervis. De vis prefereert een tropisch klimaat en heeft zich verspreid over de Grote en Indische Oceaan. De diepteverspreiding is 15 tot 60 m onder het wateroppervlak. 

## Relatie tot de mens
Pinjalo pinjalo is voor de visserij van beperkt commercieel belang. In de hengelsport wordt er weinig op de vis gejaagd. 